# Serans (Oise)
Serans ist eine französische Gemeinde mit 187 Einwohnern (Stand 1. Januar 2022) im Département Oise in der Region Hauts-de-France. Sie gehört zum Arrondissement Beauvais, zur Communauté de communes du Vexin Thelle und zum Kanton Chaumont-en-Vexin.

## Geographie
Die Gemeinde Serans liegt in der Landschaft Vexin français an der Grenze des Départements Val-d’Oise, 25 Kilometer nordwestlich von Pontoise. Mit dem Ortsteil Le Petit Serans nördlich einer Anhöhe ist der Hauptort nur über einen schmalen Korridor verbunden.

## Einwohner
| Jahr                       | 1962 | 1968 | 1975 | 1982 | 1990 | 1999 | 2010 | 2021 |
| -------------------------- | ---- | ---- | ---- | ---- | ---- | ---- | ---- | ---- |
| Einwohner                  | 231  | 259  | 164  | 242  | 243  | 241  | 234  | 192  |
| Quellen: Cassini und INSEE |      |      |      |      |      |      |      |      |

## Sehenswürdigkeiten
- Gotische Kirche Saint-Denis mit romanischem Turm, seit 1908 als Monument historique klassifiziert[1][2]
- Das Schloss aus der zweiten Hälfte des 19. Jahrhunderts mit Wirtschaftsgebäuden aus dem 17. Jahrhundert und Portal vom Ende des 17. Jahrhunderts, seit 1997 als Monument historique eingetragen.[3]
- Kapelle Saint-Nicolas in Petit Serans
- Funkturm

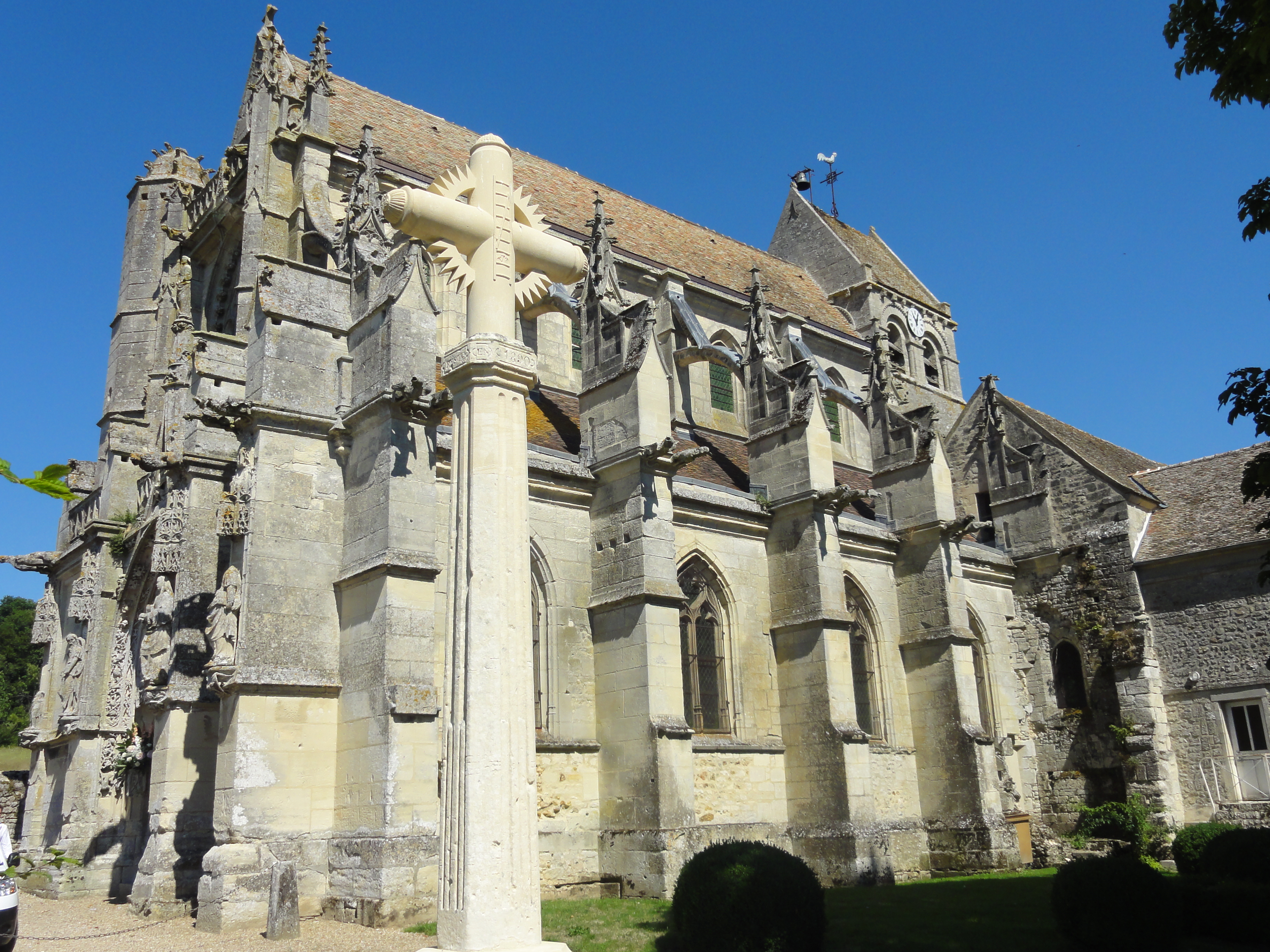
Kirche Saint-Denis
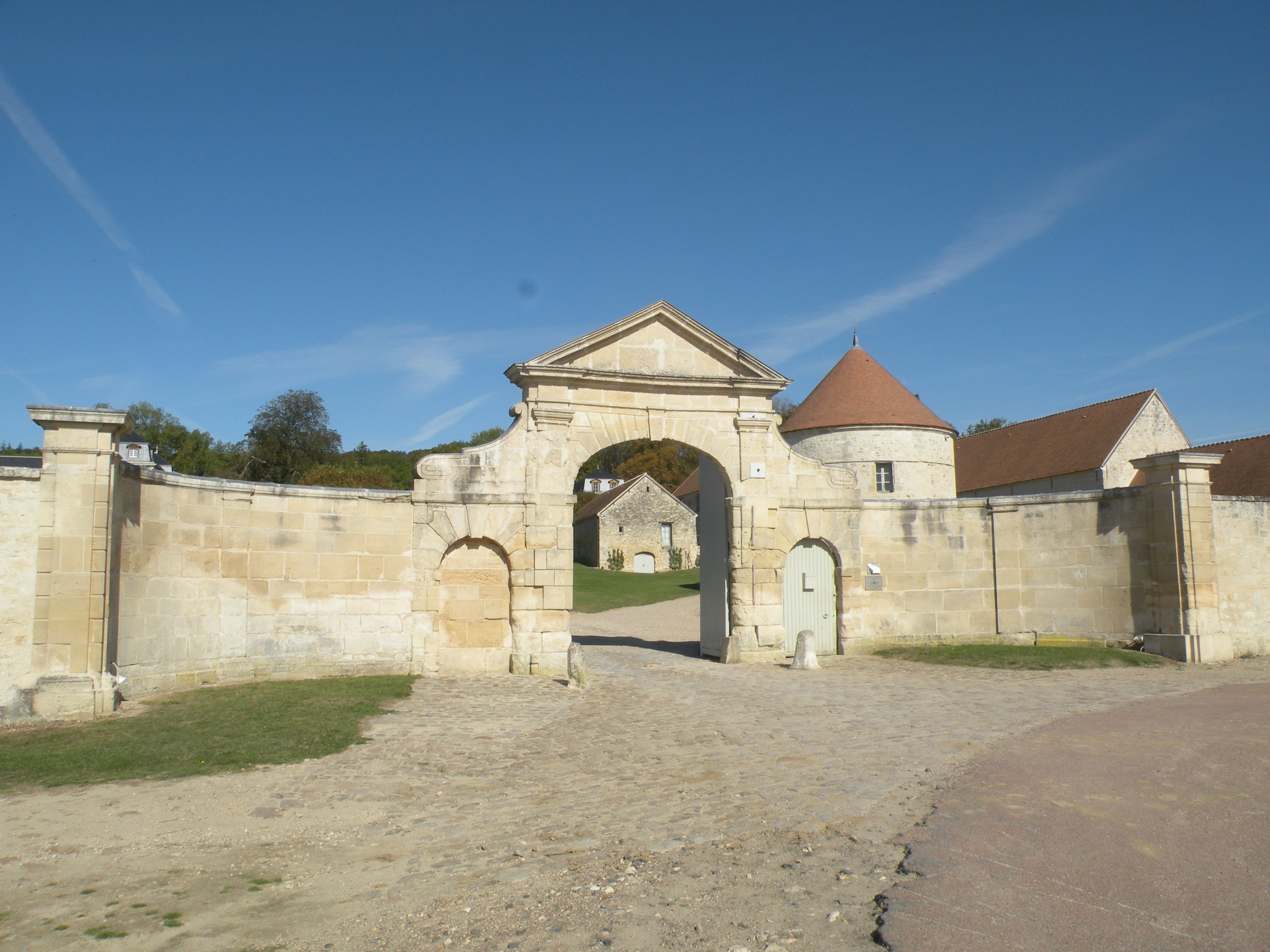
Schloss Serans
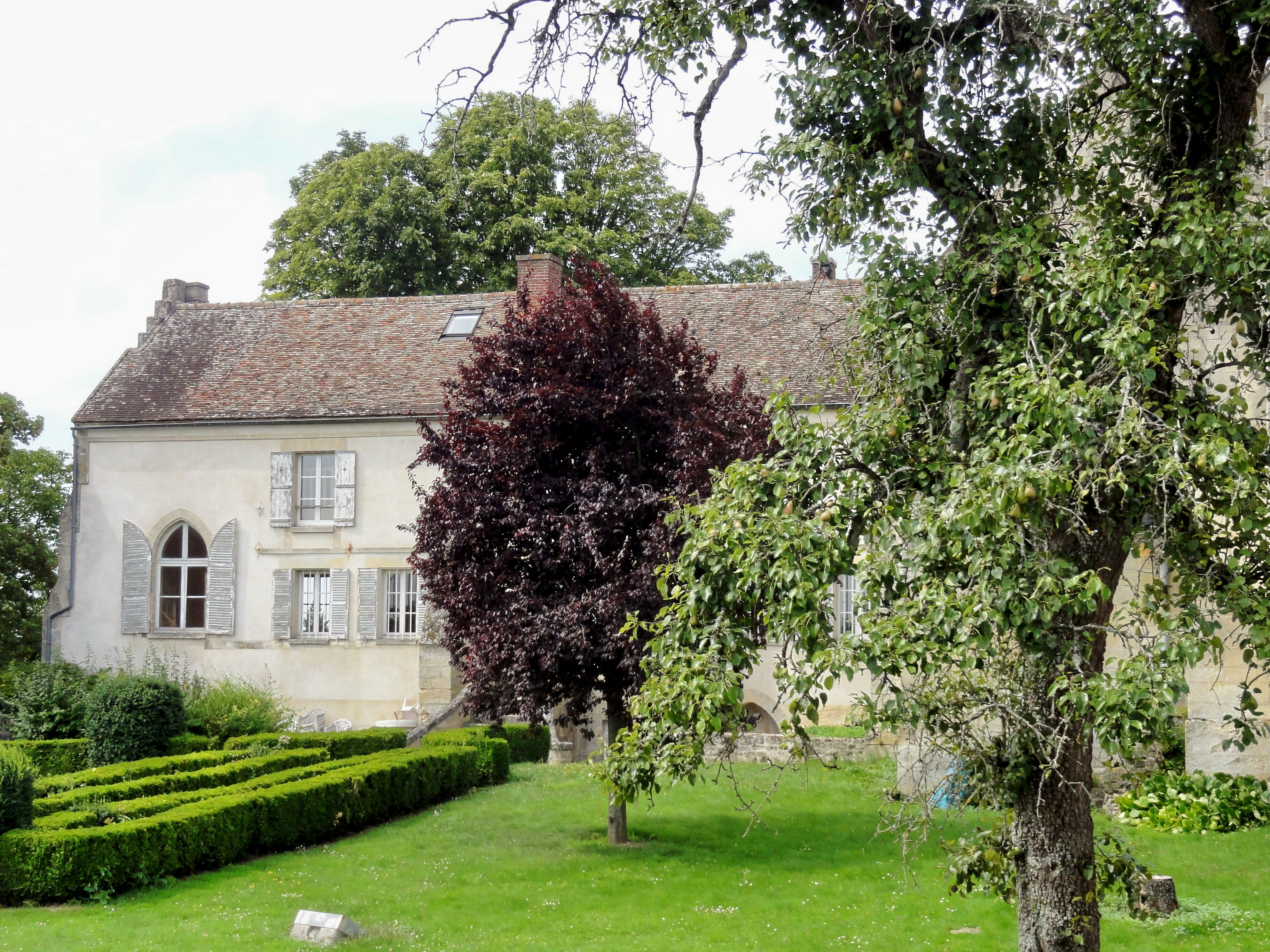
Ehemalige Priorei
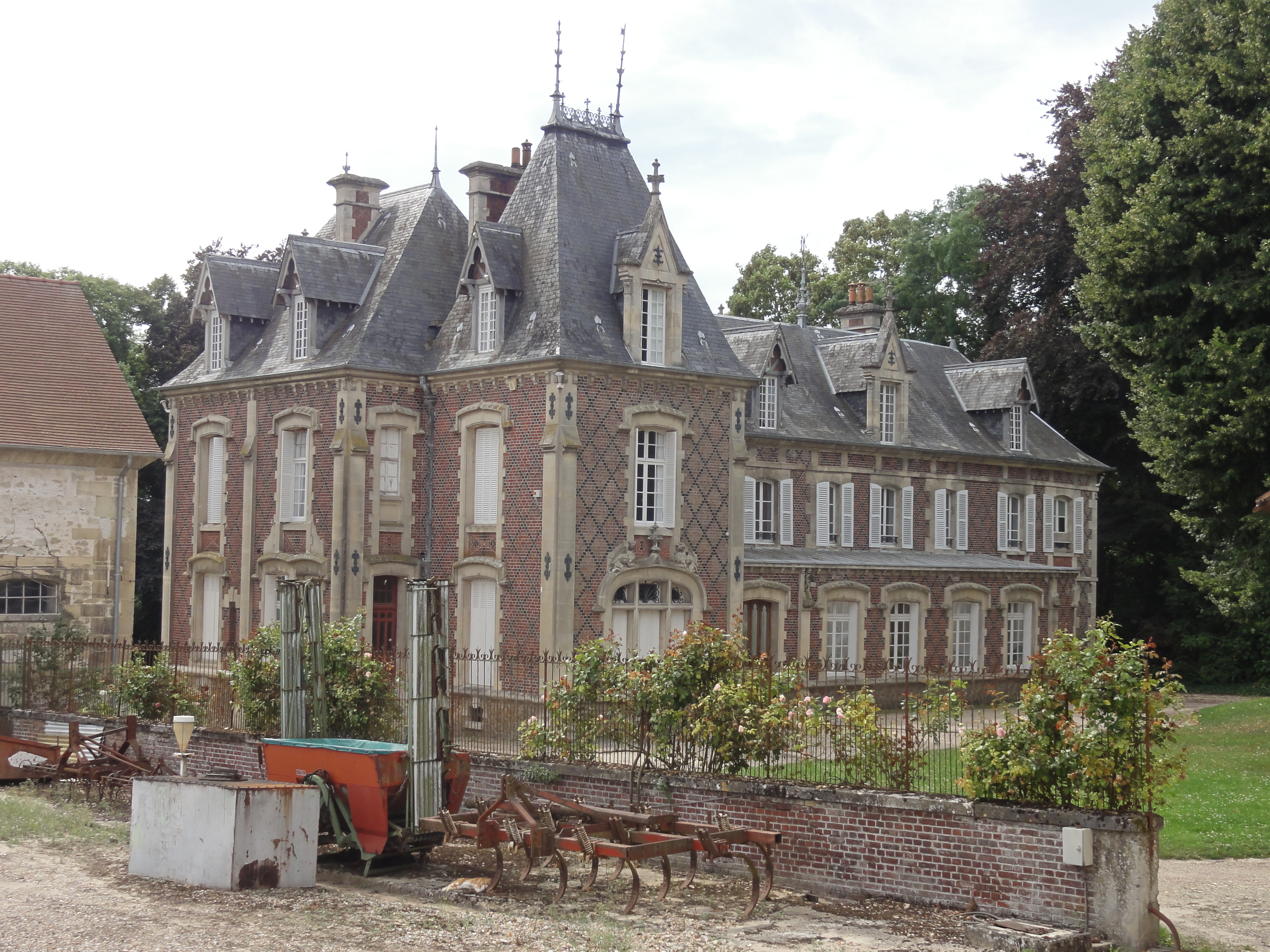
Herrenhaus (Petit château) in der Grande rue
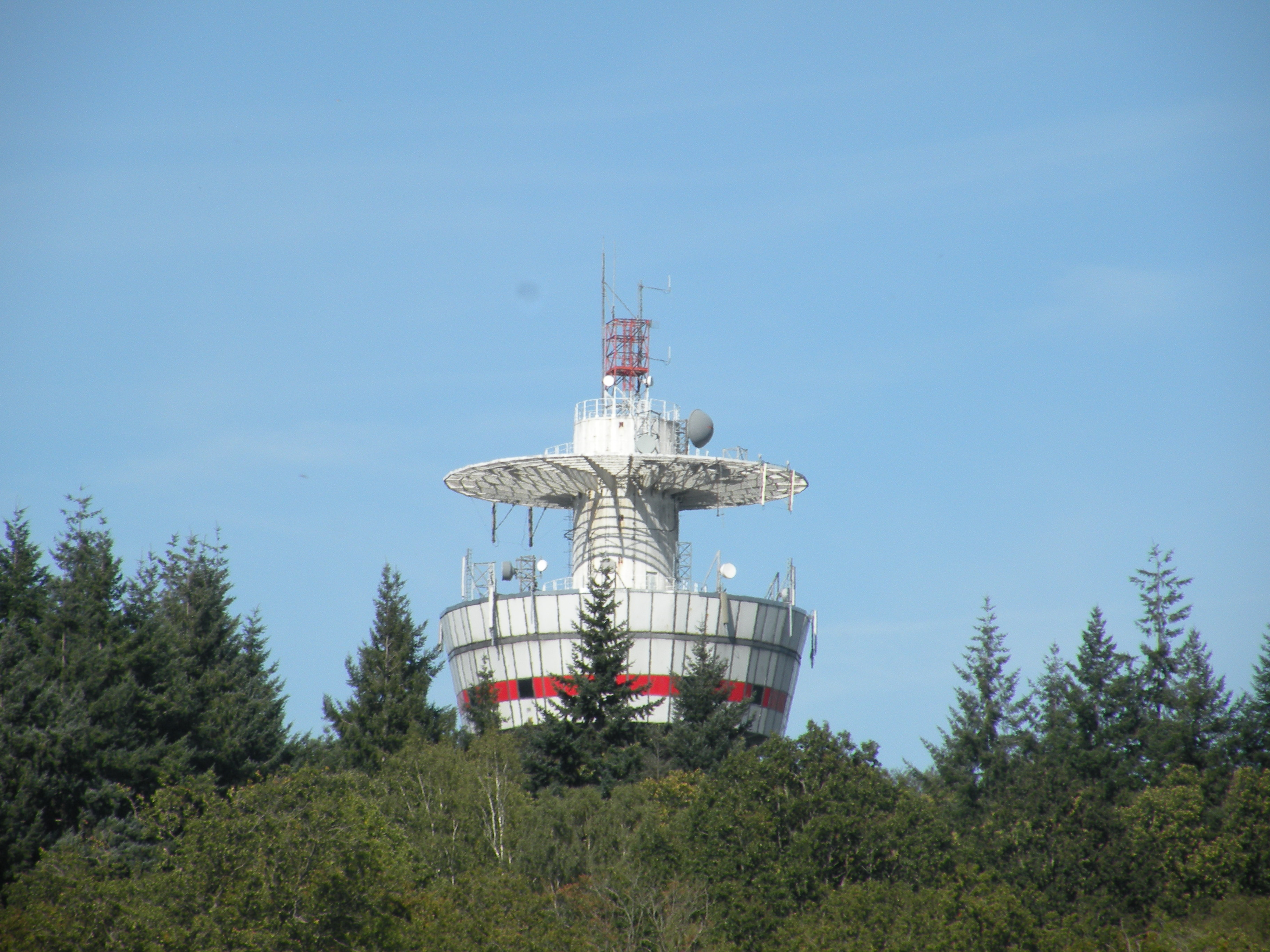
Funkturm
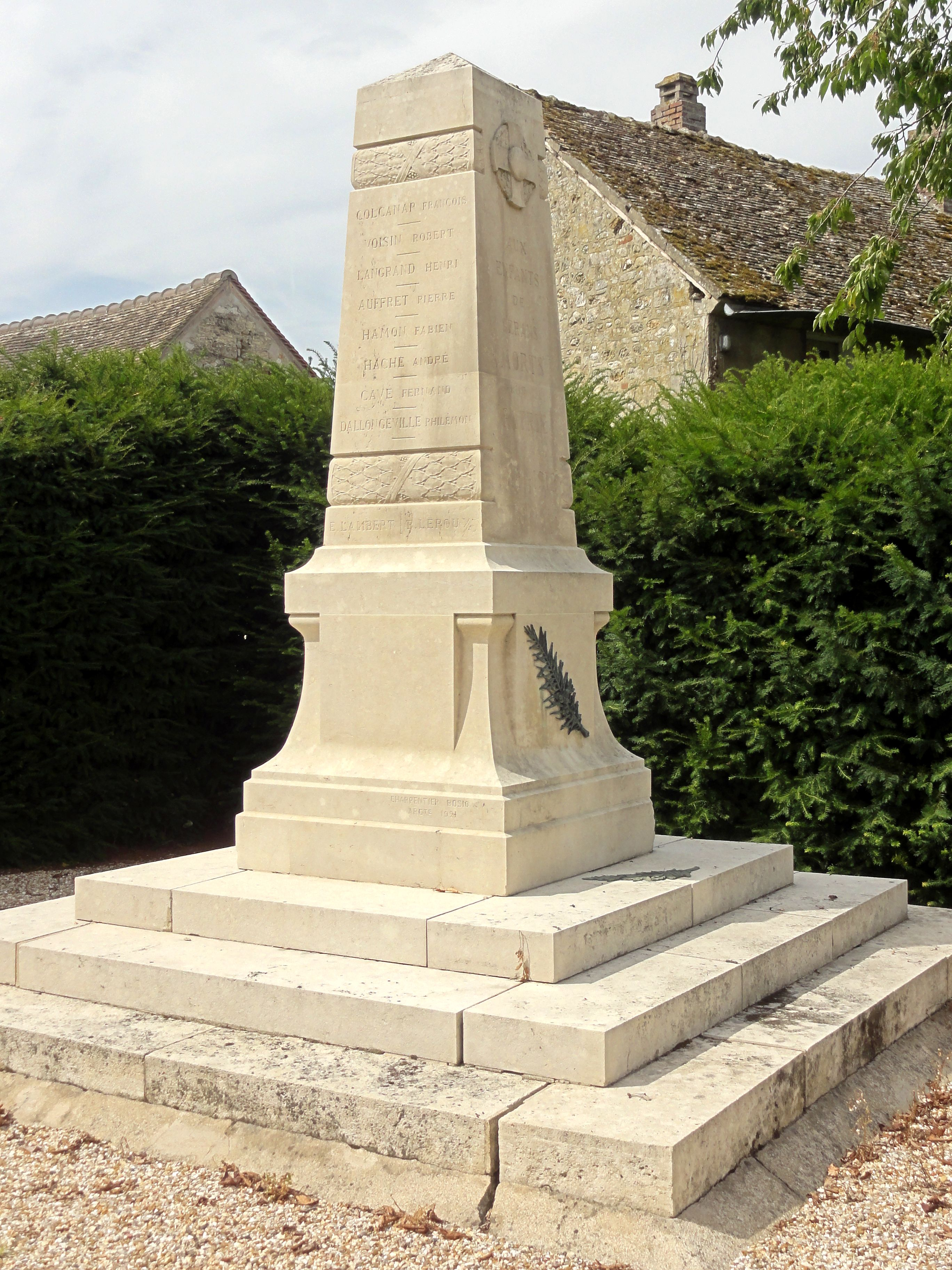
Gefallenendenkmal